# تريجة
تَرِيجَة جنس نباتات برية ليفية معمرة من فصيلة التريجيات. أنواعها المعروفة قليلة لا تتجاوز السبعة. أعطانها جبال البلاد المعتدلة الحرارة. سُوقُها فرعاء. أوراقها صغيرة لسينية النصال خملية القشار. أزهارها صغيرة صفراء أو بيضاء.